# Internat Kristinehov
Das Internat Kristinehov war ein 1934 gegründetes Landschulheim im südschwedischen Västraby. Das Internat war eine Einrichtung für jüdische Kinder und Jugendliche aus Deutschland, denen hier die Chance geboten werden sollte, ihre in Deutschland nicht mehr mögliche Schulausbildung fortzusetzen und zu beenden. Im Laufe ihres Bestehens gewann die Vorbereitung auf eine Auswanderung nach Palästina zunehmend an Bedeutung. Kristinehov gehört zu den erstmals von Hildegard Feidel-Mertz erforschten zwanzig Schulen im Exil.

## Die Ursachen der Schulgründung
Die Hintergründe und Notwendigkeiten, die zu dieser Schulgründung im Ausland führten, beschreibt Hans Friedenthal, ab 1936 geschäftsführender Vorsitzender der Zionistischen Vereinigung für Deutschland:

„Ich war damals der Vorsitzende der zionistischen Vereinigung für Deutschland, und viele wandten sich um Rat und Hilf an mich. Besonders schwierig war die Lage der Kinder. Von den Schulen vertrieben, fanden sie nicht genügend jüdische Schulen, die sie hätten aufnehmen können, und soweit es solche gab, waren sie aus Mangel an Lehrern und passenden Unterkünften sehr dürftig. Dies betraf besonders die Kinder bis zu 15 Jahren, weil die älteren mit der Jugendalijah nach Palästina auswandern konnten. Damals gründeten eine Reihe von jüdischen Pädagogen, zum grossen Teil Nichtzionisten, Internatsschulen in Deutschland angrenzenden Ländern.“

Zwei dieser Pädagogen, die sich für die in Deutschland ausgegrenzten jüdischen Kinder und Jugendlichen einsetzten, waren das Ehepaar Ludwig und Charlotte (Yaʿel) Posener. Sie gründeten 1934 das Internat Kristinehov in Südschweden.

## Die Gründer desInternats Kristinehov
Ludwig Posener (* 20. Februar 1902 in Berlin – † August 1978 in Zürich, begraben in Jerusalem), ist der Sohn von Moritz Moses Posener und dessen Ehefrau Gertrud, einer geborenen Oppenheim. Sein Bruder ist der Architekt und Architekturhistoriker Julius Posener. Beide stammen aus einem großbürgerlichen Elternhaus und verlebten ihre Jugend in einer Villa in Berlin-Lichterfelde. Aus Julius Poseners Erinnerungen „wird deutlich, dass die Familie Oppenheim-Posener in Lichterfelde isoliert war und nur untereinander verkehrte. Ihre schönen Landhäuser waren wie Burgen. In der Schule ließ man ihre Kinder ihr Jüdischsein schmerzlich spüren. Der Vater Posener verlangte von seinen Söhnen ausdrücklich, jede antisemitische Beleidigung tätlich abzuwehren. Als 1914 der Erste Weltkrieg begann, suchten die Poseners mit den übrigen Lichterfelder Familien an patriotischen Taten zu wetteifern.“ Nach dem Ersten Weltkrieg, an dem der älteste der drei Posener-Brüder, Karl, noch als Freiwilliger teilgenommen hatte, lockerte sich offenbar innerhalb der Familie die deutsch-nationale Gesinnung, und insbesondere Ludwig Posener begeisterte sich für den Zionismus und „war angesichts antisemitischer Erfahrungen dem zionistischen Wanderbund Blau-Weiß beigetreten, was zu schweren Konflikten mit dem Vater Posener führte, der seine Erziehung gescheitert und sein eigenes Deutschtum durch den Zionismus gefährdet sah.“
Ludwig Posener studierte Mathematik und Physik in Berlin und wurde promoviert. 1930 heiratete er Charlotte Neumann (* 16. April 1910 in Berlin – † 1990). Deren Eltern waren der 1876 in Meiningen geborene Rechtsanwalt Heinrich Neumann und seine 1884 in Prag geborene Frau Lilly (geborene Spiro). Die beiden gingen 1941 in Prag aus Angst vor der Deportation in den Freitod.
Charlotte Posener hatte ebenfalls in Berlin studiert und wurde 1933 zum Dr. phil. promoviert. 1934 emigrierte das Ehepaar nach Schweden und gründete das Internat Kristinehov. Sie leiteten es allerdings nur bis 1937, da sich ihnen, zusammen mit ihren beiden Kindern Yochanan Peres (* 1931) und Ruth Ottolenghi (* 1935), 1938 die Möglichkeit zur Ausreise nach Palästina bot. Ludwig Posener, der seinem Namen den Zusatz Nachman hinzugefügt hatte, wurde in Palästina zunächst Direktor der höheren Schule in Rechovot und später Professor an der Universität von Tel Aviv. Charlotte Posener, die ihrem Namen Yaʿel hinzufügte, arbeitete 1938–1939 als Oberschullehrerin in Jerusalem und von 1940 bis 1952 als Inspektorin für die Jugend-Alíyah. 1952 wurde sie vom israelischen Außenministerium in das Büro des Ministerpräsidenten delegiert, wo sie bis 1964 arbeitete. Von 1964 bis 1973 war sie verantwortlich für das Bauwesen, wurde 1973 stellvertretende Direktorin und 1976 Direktorin der Abteilung Schulverwaltung im Ministerium für Erziehung und Kultur. 1977 ging sie in den Ruhestand und übernahm den Vorsitz im Verwaltungsrat der Organisation für die Entwicklung israelischer Gemeindezentren.

## Zwischen Landerziehungsheim und „Rückschulung“

### Gründungsvoraussetzungen
Die politischen Randbedingungen in Schweden, unter denen die Schulgründung stattfand, skizziert Pontus Rudberg:

“Until 1939, the care and support of refugees was seen entirely as the responsibility of the organization or individual who had provided authorities with the guarantees made on behalf of the refugees. […] Jewish refugees were seen primarily as the responsibility of Sweden’s small Jewish communities. In 1933, there were approximately 7,000 Jews in Sweden, 4,000 of whom lived in Stockholm. Because membership in a religious congregation was mandatory according to Swedish law, all Jews with Swedish citizenship belonged to one of the official Jewish communities. All of the major communities created their own relief committees to raise and distribute funds for Jewish victims of Nazi persecution.
 Despite Sweden’s restrictive immigration policy, local Jewish representatives managed to negotiate a few concessions. The first was a transmigration quota that allowed for temporary residence permits to be given to young Jews who did their agricultural re-training on Swedish farms. The program was run by the Zionist Hechaluz movement and gave the youth the work experience required to obtain immigration certificates to Palestine. The second was a similar quota for German Jewish school children who attended the Landschulheim Kristinehov boarding school. Run by the German Jewish couple Ludwig and Charlotte Posener, the school was staffed by 13 Jews who thus had managed to escape Germany along with 170 pupils.”

„Bis 1939 galt die Betreuung und Unterstützung von Flüchtlingen ausschließlich als Aufgabe der Organisation oder Person, die den Behörden die Garantien für die Flüchtlinge gegeben hatte. […] Jüdische Flüchtlinge wurden in erster Linie in der Verantwortung der kleinen jüdischen Gemeinden Schwedens gesehen. 1933 gab es in Schweden etwa 7.000 Juden, von denen 4.000 in Stockholm lebten. Da die Mitgliedschaft in einer religiösen Gemeinde nach schwedischem Recht zwingend vorgeschrieben war, gehörten alle Juden mit schwedischer Staatsbürgerschaft einer der offiziellen jüdischen Gemeinden an. Alle großen Gemeinden gründeten ihre eigenen Hilfskomitees, um Spenden für jüdische Opfer der NS-Verfolgung zu sammeln und zu verteilen.
 Trotz der restriktiven Einwanderungspolitik Schwedens gelang es den lokalen jüdischen Vertretern, einige Zugeständnisse auszuhandeln. Die erste war eine Auswanderungsquote, die es erlaubte, jungen Juden, die ihre landwirtschaftliche Umschulung auf schwedischen Höfen absolvierten, eine befristete Aufenthaltsgenehmigung zu erteilen. Das Programm wurde von der zionistischen Hechaluz-Bewegung durchgeführt und gab den Jugendlichen die nötige Arbeitserfahrung, um Einwanderungszertifikate nach Palästina zu erhalten. Die zweite war eine ähnliche Quote für deutsch-jüdische Schulkinder, die das Internat Landschulheim Kristinehov besuchten. Unter der Leitung des deutsch-jüdischen Ehepaares Ludwig und Charlotte Posener waren in der Schule 13 Juden beschäftigt, die mit 170 Schülern aus Deutschland geflohen waren.“

Kristinehov war beides: ein Landschulheim und eine Hachschara-Stätte, wie Edith Friedenthal bereits Anfang 1936 berichtete: „An das Internat angeschlossen ist eine Gruppe von Praktikanten und Praktikantinnen, die Hachscharah auf dem Gute und im Hause machen, das Leben der Schule bereichern und den Schülern ein Vorbild sind.“ Wenn Feidel-Mertz schreibt, das Internat Kristinehov habe „von vornherein die ‚Transmigration‘, das heißt die Durchreise und gezielt die Einwanderung nach Palästina im Sinn“ gehabt, dann trifft das vermutlich stärker auf die Hachschara-Teilnehmer zu, als auf die normalen Internatsschüler. So relativiert Feidel-Mertz auch ihre auf Kristinehov bezogene Transmigrations-These nur wenige Sätze nach dem vorhergehenden Zitat. Unter Verweis auf nicht näher dokumentierte Schülereinschätzungen schreibt sie nämlich: „Nach dem Urteil ehemaliger Schüler, die bis 1941 die Schule besuchten, soll Kristinehov vor der Kristallnacht eher ein reguläres Landerziehungsheim gewesen und erst danach bewußt auf die Einwanderung nach Palästina ausgerichtet worden sein.“

### Die Ära Posener
Kristinehov wurde für das Internat von den schwedischen Behörden eine eigene – von der der Transmigrations-Gruppe unabhängige – Aufenthaltsquote zugeteilt, die es erlaubte, 60 Schülerinnen und Schüler in Kristinehov zu unterrichten. Über diese Quote erhielten die Poseners die Erlaubnis für die Eröffnung eines Internats „für Kinder zwischen 12 und 16 Jahren. Die Kinder wurden sowohl in den theoretischen als auch in den manuellen Fächern unterrichtet, in der Regel für 2-3 Jahre, mit einer Obergrenze von drei Jahren. Nach Beendigung ihrer Ausbildung wurde von den Kindern erwartet, dass sie nach Palästina oder in andere Länder auswandern.“
Die Schule eröffnete offiziell am 1. Mai 1934 mit 24 Schülern und 10 Lehrern. „Das Internat – ein schloßartiges Herrenhaus, umgeben vom großen Park und Wäldern – blickt auf den landschaftlich reizvoll gelegenen Ringsee, liegt neben einem der größten Güter Südschwedens, weit entfernt von der Großstadt.“ Die Finanzierung sollte durch die Eltern und durch eine einmalige Unterstützung für die Ausstattung der Schule seitens eines „Relief Committee“ in Stockholm erfolgen. Dieses Finanzierungskonzept war jedoch bald hinfällig: „Da die deutschen Behörden den Geldtransfer aus Deutschland nur wenige Monate später stoppten, war die Schule zunehmend auf Subventionen der Jüdischen Gemeinden Schwedens angewiesen.“ Das hat aber nicht davon abgehalten, besonders bedürftige Schülerinnen und Schüler zu unterstützen. 1936 etwa genehmigte das Stockholmer „Relief Committee“ ausdrücklich die Unterstützung für 5 Kinder, um deren Aufenthalt in Kristinehov zu sichern. „Die Kinder wurden von den Poseners selbst ausgewählt, aber sie mussten aus armen Familien kommen, d. h. sie waren Kinder, deren Eltern nicht in der Lage waren, ihren Aufenthalt in der Schule zu bezahlen.“
Für das Ehepaar Posener galt es von vornherein, den in Deutschland vom Schulbesuch ausgeschlossenen Kindern eine neue schulische Perspektive zu geben. „Die Kinder erhielten Unterricht in den allgemeinbildenden Fächern, aber auch in Hebräisch und Handwerk. […] Die Initiative des Poseners zielte darauf ab, Kindern, die aus dem deutschen Schulsystem ausgeschlossen waren, die Möglichkeit zu geben, ihre Ausbildung im Ausland fortzusetzen.“ „Eine Ausbildung im Ausland“ fortzusetzen, bedeutete zum damaligen Zeitpunkt noch nicht automatisch eine Fokussierung auf Palästina, da für viele deutsche Juden häufig die USA oder England die bevorzugten Emigrationsländer waren. Andererseits waren die Poseners auch Zionisten, wie ihr Freund Hans Friedenthal bestätigte. Von daher ist es nicht verwunderlich, das die hebräische Sprache und handwerkliche Fähigkeiten wichtige Bestandteile des schulischen Alltags waren. Auch Edith Friedenthal schrieb bereits davon, dass die Kinder in Kristinehov ein Leben „in bewußter Vorbereitung für den zukünftigen palästinensischen Alltag führen“ würden und betonte in ihrem Artikel vor allem die Zelebrierung der jüdischen Feste und den rituell geführten Haushalt.
Feidel-Mertz attestierte der Schule ein Arbeiten nach reformpädagogischen Grundsätzen, und auf eine freie und offene Atmosphäre verweisen auch Hans Friedenthals Erinnerung an Kristinehov:

„Endlich gab es einen Platz in einem freundlichen Land unter der Leitung von echten Pädagegen, wo die Kinder nicht nur lernten, sondern auch seelisch betreut wurden. Sport, Spiele und Ausflüge ergänzten das Schulprogramm. Kurzum, es war wie ein Licht in der Finsternis. Natürlich schickte ich auch meine Kinder hin.
 Was Ludwig Posener dort geleistet hat, war erstaunlich. Bei der schweren Arbeit half ihm sein profundes Wissen, sein nie versiegender Humor und seine grosse Musikalität. In seiner Erau hatte er eine adäquate Helferin. So oft meine Frau und ich dort waren, um unsere Kinder zu besuchen, kehrten wir getröstet zurück. So vergingen die Jahre, bis die beiden Poseners und wir nach Erez Israel gingen.“

1937 beteiligt sich Kristinehov an einer Ferienaktion für jüdische Kinder aus Deutschland, die auf eine Initiative der Reichsvertretung der Deutschen Juden zurückging. Etwa 100 Kinder konnten dank schwedischer Hilfskomitees ihre Ferien in Schweden verbringen, 60 davon in Kristinehov.

### Hinwendung zur Jugendalija
Für die Schule selber brachte das Jahr 1937 eine einschneidende Veränderung. Die Poseners schieden aus, und das führte zu einer Zweiteilung der Schulleitung: Die „akademische“ Schulleitung übernahm „Dr. Ernest M. Wolf, während die ‚christliche‘ Frau eines jüdischen Lehrers, Berthold Levi, für die Verwaltung zuständig war“. In dieser Zeit muss sich der ursprüngliche Charakter der Schule allmählich verändert haben. Die Kristallnacht als äußerlicher Anlass hierzu wurde schon erwähnt. In der Folge hatte sich auch Schweden – analog zu den Kindertransporten nach England – bereit erklärt, ein Kontingent von anfänglich 60 später 500 jüdischen Kindern aus Deutschland aufzunehmen, für die allerdings jüdische Spender und die jüdischen Gemeinden in Schweden bürgen mussten. Für einen Teil dieser Kinder versuchte Eva Warburg, eine Tochter von Anna Warburg, die Ausreise nach Palästina im Rahmen der Jugendalija zu organisieren. In diesem politischen Kontext verlagerte sich offenbar der Schwerpunkt der schulischen Aktivitäten und wurde „bewußt auf die Einwanderung nach Palästina ausgerichtet […]. Die Schule war außerdem ein Zentrum für die sprachliche und intellektuelle Ausbildung von Chaluzim, jungen Zionisten, die bei schwedischen Bauern in der Umgebung die Landwirtschaft erlernten.“ Damit wurde offenbar ein ähnliches Konzept verfolgt wie an der der Quäkerschule Eerde angegliederten Landbauschule. Im Unterricht, der ursprünglich von der Volksschule bis zur Mittleren Reife führen sollte und sich nun verstärkt an den Konzepten der Hachschara und der Umschichtung orientierte, nahm unter den veränderten Bedingungen „Neu-Hebräisch und jüdische Geschichte eine zentrale Stelle ein. Die Ausbildung in den für ein neues Leben in Palästina benötigten Fertigkeiten wie Schreinerei und vor allem Gartenbau diente zugleich der Selbstversorgung. Dennoch muß der Lebenzuschnitt in Kristinhov außerordentlich karg gewesen sein. Das kleine Auto, über das die Schule verfügte, wurde „Die Hoffnung“ genannt.“

### Umzug nach Osby
1940/41 war Manfred Moritz Schulleiter und die Schule übersiedelte nach Osby. „Die Schule hatte sich mehr und mehr zum ‚Wartesaal‘ entwickelt. Schubweise kamen und gingen die Kinder, einzelne auch in andere Länder als Palästina. Manche blieben in Schweden, ebenso einige der Lehrer, denen die Einwanderung nach Palästina, für die sie die Kinder erzogen, selbst nicht gelang. […] Die dadurch bedingte Fluktuation mußte eine beträchtliche Diskontinuität und Unruhe in das schulische Leben gebracht haben. Dazu kam ein ebenso häufiger Wechsel von Lehrern mit unterschiedlicher Qualifikation, darunter auch solche, die eigentlich keine Lehrer von Beruf, aber trotzdem gute Pädagogen waren.“ Aber die Schule war längst in einem Umbruch und ihre Schließung in der bisherigen Form nicht mehr zu verhindern. „Als die Schule schließlich im Oktober 1940 wegen finanzieller Schwierigkeiten geschlossen wurde, wurden die restlichen 35 Schüler in ein anderes Kinderheim in Ebbarp, ebenfalls in Schonen, verlegt. Nach einem Bericht des Hilfskomitees gab es damals etwa zehn Flüchtlingslehrer, und diejenigen, die keine neuen Stellen finden konnten, so der Bericht, würden natürlich Unterstützung vom Hilfskomitee erhalten.“

### Rückschulung ins Judentum
Nach 1941 übernahmen Heinz und Ruth Säbel Kristinehov, aber das war nicht mehr die bisherige Schule, sondern es erfolgte die Umwandlung in ein „Kinderheim für die ‚Rückschulung der über ganz Schweden verstreuten jüdischen Kinder ins Judentum‘.“ Die Säbels leiteten danach vom schwedischen Staat gegründete Internate für Kinder und Jugendliche aus den Konzentrationslagern. Über das Ende oder die abermals veränderte Weiterführung von Kristinehov ist nichts überliefert, doch was von ihr in Erinnerung geblieben ist, fasst Rudberg zusammen: „Insgesamt hat die Kristinehov-Quote 175 Kindern geholfen, zumindest für die Dauer ihres Aufenthalts Nazi-Deutschland zu entkommen. 145 Schüler verließen Schweden, bevor die Schule 1940 geschlossen wurde.“ Allerdings: Etwa 70 Schüler waren bis November 1938 auch wieder nach Deutschland zurückgegangen, angeblich um ihre Schulausbildung dort fortzusetzen, faktisch aber deswegen, weil sie die zwischen den schwedischen Behörden und jüdischen Organisationen vereinbarte Altersgrenze beziehungsweise Aufenthaltsdauer überschritten hatten. Es war die Entscheidung der jüdischen Organisationen, ihnen nicht über die Hechaluz-Quote einen weiteren Aufenthalt in Schweden zu ermöglichen, weil „die Anrechnung der Jugendlichen auf die Hechaluz-Quote nicht deren Meinung entsprach, denn wenn Quotenplätze an bereits in Schweden lebende Jugendliche vergeben würden, würden diese Jugendlichen die Chancen der Jugendlichen blockieren, die noch in Deutschland auf ihre Chance warteten, ihre landwirtschaftliche Ausbildung in Schweden zu absolvieren.“ Mit anderen Worten: diejenigen Jugendlichen, die sich nicht frühzeitig schon für die Auswanderung nach Palästina entschieden hatten, wurden nach Deutschland zurückgeschickt, um denen Platz zu machen, die sich klar für die Auswanderung nach Palästina entschieden hatten. Nach der Schließung der Schule wurde aber die dieser zugestandene Quote für 60 Schüler nicht hinfällig: „Die Kristinehov-Quote wurde später mit einer weiteren Kinderquote zusammengeführt, so dass alle Plätze der Quote von anderen jüdischen Kindern genutzt werden konnten.“ Den zur Rückkehr nach Deutschland gezwungenen Jugendlichen hat das nichts mehr genutzt.
Auf die Hintergründe der Schließung des Internats Kristinhov geht Rudberg an anderer Stelle noch einmal genauer ein. Ausschlaggebend waren wohl einerseits finanzielle Gründe, aber es gab auch die Diskussion um die seitens der schwedischen Behörden nicht in Frage gestellte „Sonderquote“ von 60 Plätzen. Hinzu kamen Auseinandersetzungen zwischen zwei Leitungspersonen der Schule, die Rudberg nicht weiter thematisiert, die aber dazu führten, dass die Jüdische Gemeinde Stockholms Anfang 1940 beschloss, dass „one of them, Dr. Wolff, should leave his position“. Dieser Dr. Wolff war Ernest M. Wolf, der – siehe oben – seit 1937 für die akademische (gemeint ist wohl die pädagogische) Schulleitung verantwortlich war, während der Frau eines Kollegen die administrativen Aufgaben oblagen. Doch das brachte auch keine Sicherheit für die Schule, deren Notwendigkeit vom „Relief Committee“ am 6. Mai 1940 noch einmal ausdrücklich bekräftigt worden war. „Im Laufe des Monats wurde jedoch endgültig entschieden, dass die Schule wegen der unhaltbaren finanziellen Situation geschlossen werden muss. Der Mietvertrag für Kristinehov wurde zum 1. Juli gekündigt. Wie bereits erwähnt, wurden die 60 Plätze auf der Kristinehov's Quote der allgemeinen Kinderquote hinzugefügt.“

## Alija statt Internat
Wie schon erwähnt, hatte Eva Warburg um 1940 herum große Anstrengungen unternommen, Kindern- und Jugendlichen die Einwanderung nach Palästina zu ermöglichen. Ein großer Teil dieser Kinder und Jugendlichen „war in einem von Eva Warburg initiiertem Heim in der Nähe der Stadt Falun untergebracht worden. Dort arbeiteten die meisten bei den Bauern der Umgebung. Sie wohnten und lernten allerdings gemeinsam im Heim, was dadurch einem Kibbuz glich.“ Für 95 von ihnen hatte Eva Warburg von der Jewish Agency for Israel Zertifikate für die Einreise nach Palästina erhalten. „Die Zertifikate sind für Kinder bestimmt, die in Hälsinggården, Tjörnarp, Kristinehov und in privaten Familien untergebracht sund und die durch die Abt. Kinderhilfe nach Schweden zur Vorbereitung auf die Auswanderung nach Palästina gekommen sind.“
Doch der Beginn des Zweiten Weltkriegs hatte weitreichende Folgen für die Auswanderung aus Schweden. Kommunikations- und Reisewege waren drastisch eingeschränkt und verursachten hohe Kosten, denn faktisch stand „nur noch der sehr beschwerliche und zudem sehr teure Landweg über die Sowjetunion“ offen, und die dafür benötigten Mittel von jüdischen Netzwerken in Westeuropa oder den USA konnten nach dem deutschen Westfeldzug nicht mehr transferiert werden.
Eva Warburg versuchte, dieses Dilemma durch Spendenappelle an die jüdische Gemeinde in Stockholm zu überwinden. Doch deren Finanzkraft war längst überstrapaziert; sie unterstützte unter anderem auch das Internat Kristinehov. Gerade dieses Internat spielte in Warburgs Argumentation eine große Rolle. Neben der Auflösung einiger anderer der in dem zitierten Brief erwähnten Einrichtungen und der dadurch qua Auswanderung eingesparten Kosten, konnte sie der jüdischen Gemeinde auch vorrechnen, dass Schüler von Kristinehov, die auswandern wollten, zu einer deutlichen finanziellen Entlastung bei den laufenden Kosten beitragen würden. Durch diese Gegenrechnung – eingesparte Aufenthaltskosten in Schweden versus Reisekosten für den Transfer nach Palästina – konnte Eva Warburg überzeugen. Parallel dazu betrieb sie jedoch den Ankauf eines Grundstücks in der Nachbarschaft von Kristinehov, um dort eine Zweiganstalt der Jugendalija zu errichten.
Die weitgehend gelösten Finanzierungsprobleme für die Auswanderung waren jedoch keine Garantie für deren Gelingen. Es gab Visaprobleme mit vielen Transitländern und „insbesondere die türkische Regierung schien zögerlich gewesen zu sein. In Ankara bestand man auf schriftlichen Garantien, dass alle anderen Länder Durchgangsvisen erstellt hatten.“ Syrien und die Türkei blockierten sich wechselseitig, weil jeder seine Visaerteilung von der des anderen abhängig machte. So lautet das ernüchternde Fazit:

„Darüber, ob die Kinder letztlich wirklich nach Palästina gelangten, gibt uns die Quelle selbst keinen Aufschluss. In den Aufzeichnungen der jüdischen Gemeinde Stockholm und ihres Hilfskomítees finden sich für die Zeit nach Oktober 1941 keine Berichte über die Ausreise einer so großen Anzahl von Kindern und Jugendlichen und Hälsinggården wurde nicht aufgelöst. Im Gegenteil, der Kibbuz wuchs sogar Weiter an, als die Chaluzim aus Dänemark im Oktober 1943 nach Schweden kamen. Allerdings eroberte das nationalsozialistische Deutschland Schweden nicht, wie anfänglich befürchtet. Es ist zu hoffen, dass es einigen nach der Befreiung Europas 1945 gelang, doch noch nach Palästina auszuwandern.“

## Personalia

### Lehrkräfte amInternat Kristinehov
Die beiden Gründer, Ludwig und Charlotte Posener, wurden oben schon ausführlich dargestellt. Wer darüber hinaus wann und wie lange dort gearbeitet hat, ist kaum dokumentiert. Rudberg gibt keine Auskunft über die „13 Jews who thus had managed to escape Germany along with 170 pupils“ und lässt auch offen, ob das Ehepaar Posener bereits in der Zahl 13 eingeschlossen ist. Feidel-Mertz wiederum verweist zwar, wie oben schon zitiert, auf den häufigen Wechsel von Lehrern mit unterschiedlicher Qualifikation, darunter auch solchen, die eigentlich keine Lehrer von Beruf, aber trotzdem gute Pädagogen waren, doch nennt sie in dem Zusammenhang gerade mal zwei Namen: Rudi Bruch und Gisela Tuteur. Darüber hinaus verweist sie lediglich auf ein „Buch mit ‚Erinnerungen‘ ehemaliger Lehrer/innen und Schüler/innen[, das] nach dem Tod von Ludwig Posener 1979 in Israel auf Initiative von Yaʿel Posener und Elisabeth Stern-Dan“ entstanden sei, doch über dieses Buch gibt es weder bei ihr noch in anderen Quellen weitergehende Informationen.
- Gisela Tuteur: Feidel-Mertz erwähnt sie lediglich als ‚Regisseuse‘ einer offenbar glücklich bewältigte Aufführung des ‚Sommernachtstraums‘ als ‚Höhepunkt‘ eines jüdischen Festes.[8] Mehr Informationen über sie sind auch im Internet nicht zu finden.
- Rudi Bruch: Er wird in dem ohnehin schon kurzen Text über Kristinehov als Gartenbaulehrer und Singgenie vorgestellt.[8] In einem biografischen Anhang, auf dem im Text selber nicht verwiesen wird, offenbart sich das abenteuerliche Schicksal von Rudi Bruch, der sich später in den USA Rudi Brook nannte. Rudi Bruch, war als Jurist im Jüdischen Kinder- und Landschulheim Caputh für die Schulverwaltung verantwortlich. Von dort aus ging er mit seiner Frau, Eva Bruch, nach Kristinehov, wo er als Gartenbaulehrer arbeitete. 1938 emigrierten Rudi und Eva Bruch in die USA. Rudi Bruch hat zuerst in Los Angeles als Gärtner gearbeitet und sich dann selbständig gemacht.[29]
- Eva Bruch: Eva Bruch war Gymnastik- und Zeichenlehrerin in Caputh und später in Kristinehov. Sie hatte 5 Semester lang die Kunstgewerbeschule in Magdeburg besucht, einen Zweig des Bauhauses in Dessau. Ihre Ausbildung als Gymnastiklehrerin absolvierte sie in Berlin. Danach arbeitete sie in dem von Gertrud Feiertag, der späteren Gründerin des Jüdischen Landschulheims Caputh geleiteten Kinderheim auf Norderney und danach in Caputh selbst.
 Eva Bruch hatte außerdem zwei Kindergärtnerinnen-Seminare absolviert: eines bei der jüdischen Gemeinde, das zweite bei Nelly Wolffheim, einer Freundin von Anna Freud. 1937 emigrierte sie zusammen mit ihrem Mann nach Schweden.
- Berthold Levi, jüdischer Lehrer, und seine ‚christliche‘ Frau. Wenige Hinweise zu ihnen finden sich bei Anne E Dünzelmann: „Ebenfalls zum Lehrpersonal gehörte der aus Essen stammende angehende Lehrer Berthold Levy (Levi). Als dort bereits tätig gewesener Referendar musste er in Schweden ein erneutes Studium absolvieren. Dafür könnte er sich in Stockholm aufgehalten haben, wo er Mitglied der dortigen von Emigranten gegründeten Lehrergemeinschaft und 1944 auch des Freien Deutschen Kulturbundes war. Obwohl er dem Hechaluz nahe stand, emigrierte er nicht nach Palästina, vielmehr heiratete er eine Christin und lebte mit seiner Familie in Südschweden.“[30]
 Im Jahre 2001 wurde die ehemalige Essener Gesamtschule Mitte, zuvor Humboldt-Gymnasium, zu Ehren von Frida Levy in Frida-Levy-Gesamtschule umbenannt. Berthold Levi war der Sohn von Frida Levy und „war vor seiner Auswanderung nach Schweden Referendar an der Humboldtschule, die damals noch neben der Alten Synagoge stand. Kurz nach dem Brand der Synagoge wurden Berthold und sein Bruder Robert dann in ‚Schutzhaft‘ genommen. Später wanderten sie aus.“[31]
 Im Mai 1939 flüchtete Berthold Levis Schwester Hanna, die inzwischen mit Walter Herz verheiratet war, der wegen politischer Aktivitäten gegen die Nazis im Gefängnis saß, zu ihrem Bruder nach Schweden. Sie versuchte von dort aus, ihre Mutter und ihren Ehemann aus Deutschland herauszuholen. Beides misslang. Frida Levy wurde am 25. Januar 1942 von Berlin aus nach Riga deportiert und kam dort ums Leben. Walter Herz wurde am 7. Oktober 1942 von Dachau im Rahmen der Aktion 14f13 in die Tötungsanstalt Hartheim bei Linz verlegt und dort in der Gaskammer ermordet.[32]
- Heinz und Ruth Säbel: Über das hinaus, was oben schon über sie gesagt wurde, ist wenig bekannt. Über Ruth Säbel nichts, und über Heinz Säbel (* 1912 † 1986) nur wenig. Wie Hedy Wolf lebte er in Laupheim, wo eine große jüdische Gemeinde existierte. Heinz Säbel war aber nicht dort aufgewachsen, sondern arbeitete in Laupheim als Lehrer an der israelitischen Volksschule.
 Am 30. Mai 1937 hielt Heinz Säbel einen Vortrag Hundert Jahre Synagoge Laupheim.[33] Deren Vernichtung am 9. November 1938 hat er noch miterlebt, bevor er am Morgen kurz danach verhaftet wurde. „Nach der sogenannten ‚Kristallnacht‘ wurde auch der letzte jüdische Lehrer, Heinz Säbel […], verhaftet und stundenlang mit 15 anderen Männern in der Laupheimer Schranne im Kreis herumkommandiert. Anschließend wurden sie ins KZ Dachau verschleppt. Nach mehr als vier Wochen später kehrte Heinz Säbel mit den ersten dieser Geschundenen nach Laupheim zurück. […] Anfang 1939 endet die Geschichte jüdischer Kinder und ihrer Schule in Laupheim. Der junge Lehrer ermutigte Zögernde und Ängstliche, das lebensgefährliche Land zu verlassen. Seine Schüler berichten noch heute, daß er dabei mit großer Überzeugungskraft auf ihre Eltern einwirkte. Eine ehemalige Schülerin besorgte für Heinz Säbel in Südschweden einen Lehrauftrag an einer Internatsschule. Dorthin konnte der 26-jährige am 28. Februar 1939 sein Leben retten. Die Umstände grenzen an ein Wunder. Er war einer der letzten jüdischen Laupheimer, die das Land verlassen konnten. Beth ha-Sefer, das „Haus des Buches“, die jüdische Schule in Laupheim, gibt es seitdem nicht mehr.“[34] Ob es sich bei der erwähnten ehemaligen Schülerin, die ihn nach Kristinehov vermittelt hat, um Hedy Wolf gehandelt hat, ist nicht überliefert. Der Schlüssel der zerstörten Laupheimer Synagoge wurde von Heinz Säbel mit in die Emigration nach Schweden genommen.[35]
- Manfred Moritz
- Ernest M. und Hedy Wolf
- Kurt Lewin (Kurt Levin): Er war kein Lehrer in Kristinehov gewesen, sondern Betreuer von Jugendlichen in den Ferien. „1937 und 1938 hatte Kurt Lewin jeweils drei Wochen der Sommerferien in einem Kinderlager in Kristinehov, Västraby, verbracht. Als ehrenamtlicher Helfer des Jugendpflegedezernates der jüdischen Gemeinde zu Berlin hatte der knapp 20-Jährige jeweils eine Gruppe von Acht- bis Zwölfjährigen betreut.“[36]
 Der Kontext, in dem sich Lewin an die beiden Aufenthalte in Kristinehov erinnert, ist seine endgültige Flucht nach Schweden, die Bessel wie folgt skizziert: „‚Der Bratschist – Die außergewöhnliche Flucht des Kurt Lewin‘ beschreibt die vielleicht ungewöhnlichste Flucht vor den Nazis. […] Ein deutscher Jude rettet sich Weihnachten 1942 bei minus 20 Grad im Güterwaggon von Berlin nach Malmö. […] Kurt Lewin wurde am Neujahrstag 2009 in Uppsala begraben, auf den Tag genau 66 Jahre nach seiner Ankunft in Schweden. Vorausgegangen war eine spektakuläre Flucht aus Nazi-Deutschland in einem mit französischen Furnieren beladenen Eisenbahnwaggon von Berlin nach Schweden. In einem der strengsten Winter des vergangenen Jahrhunderts, den am Heiligabend 1942 auch die 6. Armee in Stalingrad zu erleiden hatte, legte sich Lewin bei minus 20 Grad mit seinem Freund Joachim Markuse und dessen Frau Gerda in einen Güterwaggon. Auf ihrer Fahrt nach Sassnitz müssen die drei nicht nur eine körperliche Tortur überstehen, sondern sie lassen auch ihr ganzes bisheriges Leben in Deutschland Revue passieren. Zeitgleich arbeiten die schwedischen Nazis fieberhaft an Listen mit den ‚noch nicht gehängten Juden‘ im eigenen Land, während die Regierungen in Stockholm und Berlin über weitere Rohstofflieferungen, Kredite und militärische Beihilfe verhandeln. Lewin wird später zu einem wahren Star der Kammermusik werden und reist mit dem legendären ‚Kyndelquartett‘ um den Globus.“[37]
 Weitere Hinweise auf Kurt Lewin sind sehr rar. Im Kyndelquartett hat er von 1952 bis 1969 die Viola gespielt[38], und er war zeitweilig auch Leiter eines Kammerorchesters in Uppsala. Lewin war außerdem Professor in Uppsala[39], er wird in Yad Vashem in der Geschichte über Sigurd Larsen erwähnt, der der Organisator der oben erwähnten Flucht war und dafür als Gerechter unter den Völkern ausgezeichnet wurde.[40] Laut Bessel ist Lewin der jüdischen Kollaborateurin Stella Goldschlag entkommen, indem er ihr einen dänischen Pass gezeigt und mit ebensolchem Akzent gesprochen hat.[41]
- Eva Warburg: Sie war, wie Kurt Lewin, keine Lehrerin in Kristinehov und der Schule, wie oben gezeigt, nur indirekt verbunden. Aber sie spielte eine wichtige Rolle bei der Hilfe für jüdische Kinder und deren Flucht nach Schweden, wo sie teils in Kristinehov, aber auch in vielen anderen Einrichtungen untergebracht werden konnten. Im Juli 1940 plante sie in der Nachbarschaft von Kristinehov eine Zweiganstalt der Jugendalija einzurichten.[17]

### Schülerinnen und Schüler vonKristinehov
Noch weniger als über die Lehrerschaft der Schule ist über deren Schülerschaft bekannt. Sie waren ja in der Regel Vorboten ihrer Eltern, vorab schon in Sicherheit gebracht im Hinblick auf eine weitere Auswanderung. Vielfach stand ihnen jedoch nicht die Wiedervereinigung mit ihren Eltern in einem Exilland in Aussicht, sondern die von den Eltern getrennte Auswanderung nach Palästina – ohne irgendwelche Klarheit über das Schicksal der Eltern. Auf die daraus resultierenden Probleme macht Feidel-Mertz aufmerksam:

„Entscheidender war jedoch die Orientierung am gemeinsamen Schicksal und der kollektiv zu bewältigenden Zukunft. Über die Verfolgung in Gegenwart und jüngster Vergangenheit durfte nicht gesprochen werden. Das hat schwerwiegende psychische Probleme der Kinder nicht verhindert, wenn auch vielleicht soweit überdeckt, daß sie von manchen Lehrern überhaupt nicht wahrgenommen wurden. Gegen sie machten die Schüler mitunter wiederum gemeinsam Front: mit zunächst heimlichen Treffen auf dem Dachboden, Aufstellung eigener Verhaltensregeln als Vorstufe zu einem ‚Schülerrat‘.“

Auch wenn Feidel-Mertz abschließend behauptet, einige frühere Schüler von Kristinehov hätten sich einen Namen gemacht, kann sie für diese Behauptung doch nur ein Beispiel anführen:
- Erwin Leiser ist der einzige bei Feidel-Mertz namentlich erwähnte Schüler.
- Aus dem oben zitierten Brief von Hans Friedenthal geht außerdem hervor, dass dessen Kinder bis 1937 oder 1938 Kristinehov besucht haben und mit ihren Eltern 1938 nach Palästina auswanderten. Laut dem Biographischen Handbuch der deutschsprachigen Emigration nach 1933 handelt es sich dabei um Jonathan Pridan (* 1921 in Tel Aviv) und um Daniel Pridan (* 1924 in Haifa).[42]
- Anne E Dünzelmann erwähnt als weitere Schüler die Geschwister Eva und Karl-Heinz Tuteur, „die von 1939/40 dort lebten und eine Verwandte der Lehrkraft Gisela Tuteur waren“.[30] An anderer Stelle schreibt sie über die beiden:
 „Eva Tuteur, verh. Schwarz, *1924 † 2005
 Karl-Heinz Tuteur / Yehuda Tamir, *1926 † 2004
 Die in Kaiserslautern aufgewachsene Eva reiste 1939 mit ihrem Bruder Karl Heinz per Kindertransport nach Schweden, wo sie zunächst in Kristinehov lebten. […] Noch vor der Verlegung des Internats nach Osby besuchten beide kurz eine andere Schule und kamen dann nach Hälsinggården, um sich auf ein Leben in Palästina vorzubereiten, so Evas eigene Aussage. Doch schloss sie sich 1941 nicht dem geplanten Transport an und blieb weiterhin im Kibbuz BaDerech. Sie arbeitete als Kindermädchen und ließ sich zur Kindergärtnerin bzw. Erzieherin ausbilden. Im Kibbuz freundete Eva sich mit Otto Schwarz an. Mit ihm verließ sie 1944 den Kibbuz und ging nach Stockholm, wo sie im Juni heirateten. Zusammen hatten sie drei Kinder. […]
 Karl-Heinz hingegen schloss sich der Gruppe an, die im März 1941 noch nach Palästina reisen konnte und nahm den Namen Yehuda Tamir an. Später war er in Israel anscheinend im Planungsstab des Bauministeriums tätig.“[30]
 Diese Darstellung von Dünzelmann steht teilweise im Widerspruch zu den Erläuterungen zu den Stolpersteinen, die in Kaiserslautern für die Familie Tuteur verlegt wurden. Nach dieser Darstellung wurde nur Eva Tuteur von ihren Eltern nach Kristinehov geschickt, während der jüngere Karl-Heinz bei den Eltern blieb und mit diesen zusammen im Rahmen der Wagner-Bürckel-Aktion im Oktober 1940 in das Camp de Gurs deportiert wurde. Im Gegensatz zu seinen Eltern überlebte Karl-Heinz Tuteur das Lager und wanderte nach dem Krieg nach Palästina aus.[43]

Wie oben schon erwähnt, geht Rudberg davon aus, dass das Internat Kristinehov bis 1940 insgesamt etwa 175 Kindern dazu verholfen hat aus Deutschland zu entkommen.